# Fogalmi keretrendszer
A fogalmi keretrendszer egy elemző eszköz, amelynek többféle változata és kontextusa van. Különféle munkaterületeken alkalmazható, ahol egy átfogó kép szükséges. Fogalmi különbségtételre és ötletek rendszerezésére használják. Az erős fogalmi keretek megragadnak valami valódit, és ezt oly módon teszik, hogy könnyű legyen megjegyezni és alkalmazni.

## Példák
Isaiah Berlin a „róka” és a „sün” metaforáját használta, hogy fogalmi különbségeket tegyen azzal kapcsolatban, hogy a fontos filozófusok és szerzők hogyan tekintenek a világra.  Berlin a sündisznókat úgy írja le, mint akik egyetlen ötletet vagy rendező elvet használnak a világ szemlélésére (mint például Dante Alighieri, Blaise Pascal, Fjodor Dosztojevszkij, Platón, Henrik Ibsen és Georg Wilhelm Friedrich Hegel). A rókák ezzel szemben egyfajta többelvűség alkalmaznak, és többféle, olykor egymásnak ellentmondó nézőponton keresztül szemlélik a világot (például Johann Wolfgang von Goethe, James Joyce, William Shakespeare, Arisztotelész, Hérodotosz, Molière és Honoré de Balzac).
A közgazdászok a kereslet és kínálat fogalmi keretét használják a vállalatok és a fogyasztók magatartásának és ösztönző rendszerének megkülönböztetésére.  Sok más fogalmi keretrendszerhez hasonlóan a kereslet és a kínálat is megjeleníthető vizuális vagy grafikus ábrázolással (lásd a keresleti görbét). Mind a politikatudomány, mind a közgazdaságtan a megbízó-ügynök elméletet használja fogalmi keretként. A politika-közigazgatás kettőssége egy régóta használt fogalmi keretrendszer a közigazgatásban. 
Mindhárom eset a makroszintű fogalmi keretek példája.

## Áttekintés
A fogalmi keretrendszer kifejezés használata átfogja mind a skálát (nagy és kis elméletek),   mind a kontextusokat (társadalomtudomány,   marketing,  alkalmazott tudomány,  művészet  stb...).  A fogalmi keret fogalmának és alkalmazásának egyértelmű meghatározása ezért változhat.
A fogalmi keretek hasznosak az empirikus kutatás szervezőeszközeiként. A tudósok egy csoportja a fogalmi keret fogalmát a deduktív , empirikus kutatásra alkalmazta mikro- vagy egyéni tanulmányi szinten.     Hasznos metaforaként használják az amerikai futballt a fogalmi keretrendszer jelentésének tisztázására (egy deduktív empirikus vizsgálat keretében használják).
Ugyanígy a fogalmi keretekrendszerek a kutatási projekt céljához kapcsolódó absztrakt ábrázolások, amelyek az adatok gyűjtését és elemzését irányítják (a megfigyelési síkon – a talajon). Kritikusan a futballjáték egy adott, időszerű célhoz kötött "akcióterv", amelyet általában hosszú vagy rövid yardként foglalnak össze.  Shields és Rangarajan (2013) azzal érvelnek, hogy a „célhoz” való kötődés az, ami miatt az amerikai futball ilyen jó metafora. Ők a fogalmi keretet úgy határozzák meg, mint "az ötletek megszervezésének módja egy kutatási projekt céljának elérése érdekében".   A focijátékokhoz hasonlóan a fogalmi keretek egy kutatási célhoz vagy szándékhoz kapcsolódnak. A magyarázat  a leggyakoribb kutatási cél az empirikus kutatásban. A tudományos vizsgálat formális hipotézise a magyarázathoz kapcsolódó keretrendszer. 
A magyarázó kutatások általában arra összpontosítanak, hogy „miért” vagy „mi okozta” a jelenséget. A formális hipotézisek lehetséges magyarázatokat (a miért kérdésre adott válaszokat) tesznek fel, amelyeket adatgyűjtéssel és a bizonyítékok értékelésével (általában statisztikai tesztekkel kvantitatív módon) tesztelnek. Például Kai Huang meg akarta határozni, hogy milyen tényezők járultak hozzá az Egyesült Államok városaiban keletkezett lakossági tüzekhez. A lakossági tüzeket három tényező befolyásolta. Ezek a tényezők (környezet, népesség és épületjellemzők) lettek azok a hipotézisek vagy fogalmi keretek, amelyeket céljainak eléréséhez használt – magyarázza azokat a tényezőket, amelyek befolyásolták az amerikai városok lakástüzeit. 

## Típusok
Többféle fogalmi keretrendszert azonosítottak,    amelyek a következő módokon kapcsolódnak a kutatási célokhoz:
- Munkahipotézis – feltárás vagy feltáró kutatás [20]
- Pillérkérdések – feltárás vagy feltáró kutatás
- Leíró kategóriák – leírás vagy leíró kutatás
- Gyakorlati ideális típus – elemzés (értékelés)
- Műveleti kutatási modellek – döntéshozatal
- Formális hipotézis – magyarázat és előrejelzés

Shields és Rangarajan (2013) megjegyzikk, hogy nem állítják, hogy a fentiek az egyetlen keretrendszer-cél párosítások. Azt sem állítják, hogy a rendszer alkalmazható az empirikus kutatás induktív formáira. Inkább az általuk javasolt koncepcionális keret-kutatási célpárosítások hasznosak, és kiindulópontot jelentenek az új tudósok számára saját kutatási tervük kidolgozásához. 
A keretrendszereket a konfliktuselmélet és a megoldáshoz szükséges egyensúly elérésének magyarázatára is használták. Ezeken a konfliktus keretrendszereken belül a látható és láthatatlan változók a relevancia fogalmai alatt működnek. Határok alakulnak ki, és e határokon belül mérséklődnek a törvényekkel és a káosszal (vagy szabadsággal) kapcsolatos feszültségek. Ezek a keretrendszerek gyakran úgy működnek, mint a sejtek, alkeretekkel, állapottal, evolúcióval és forradalommal.  Az anomáliák létezhetnek anélkül, hogy megfelelő "lencsék" vagy "szűrők" látnák őket, és csak akkor válnak láthatóvá, amikor léteznek az eszközök azok meghatározására. 

## További olvasmányok
- Kaplan, Abraham (1964). The Conduct of Inquiry: Methodology for Behavioral Science. Scranton, PA: Chandler Publishing Co. ISBN 978-0-3521-1700-7. "conceptual framework."
- Botha, M. E. (1989). "Theory Development in Perspective: The Role of Conceptual Frameworks and Models in Theory Development". Journal of Advanced Nursing. 14 (1): 49–55. doi:10.1111/j.1365-2648.1989.tb03404.x. PMID 2926015.
- Dewey, John (1938). Logic: The Theory of Inquiry. New York: Holt, Rinehart and Winston. ISBN 978-0-0300-5250-7.
- Shields, Patricia és Rangarajan, Nandhini. (2013). A Playbook for Research Methods: Integrating Conceptual Frameworks and Project Management. Stillwater, OK; New Forums Press (ISBN 1-58107-247-3).